# Боніта (Каліфорнія)
Боніта (англ. Bonita) — переписна місцевість (CDP) в США, в окрузі Сан-Дієго штату Каліфорнія. Населення — 12 917 осіб (2020).

## Географія
Боніта розташована за координатами 32°40′24″ пн. ш. 117°0′22″ зх. д. / 32.67333° пн. ш. 117.00611° зх. д. (32.673217, -117.006101).  За даними Бюро перепису населення США в 2010 році переписна місцевість мала площу 13,30 км², з яких 12,94 км² — суходіл та 0,36 км² — водойми.

## Демографія
Згідно з переписом 2010 року, у переписній місцевості мешкало 12 538 осіб у 4288 домогосподарствах у складі 3315 родин. Густота населення становила 943 особи/км².  Було 4477 помешкань (337/км²).
Расовий склад населення:
| - 66,9 % — білих - 9,6 % — азіатів - 3,7 % — чорних або афроамериканців - 0,9 % — корінних американців - 0,6 % — вихідців з тихоокеанських островів - 13,4 % — осіб інших рас |

До двох чи більше рас належало 4,9 %. Частка іспаномовних становила 40,7 % від усіх жителів.
За віковим діапазоном населення розподілялося таким чином: 20,8 % — особи молодші 18 років, 60,5 % — особи у віці 18—64 років, 18,7 % — особи у віці 65 років та старші. Медіана віку мешканця становила 43,9 року. На 100 осіб жіночої статі у переписній місцевості припадало 94,9 чоловіків;  на 100 жінок у віці від 18 років та старших — 91,8 чоловіків також старших 18 років.
Середній дохід на одне домашнє господарство  становив 99 837 доларів США (медіана — 84 526), а середній дохід на одну сім'ю — 111 408 доларів (медіана — 98 342). Медіана доходів становила 51 411 долар для чоловіків та 46 342 долари для жінок. За межею бідності перебувало 12,0 % осіб, у тому числі 10,9 % дітей у віці до 18 років та 3,8 % осіб у віці 65 років та старших.
Цивільне працевлаштоване населення становило 5679 осіб. Основні галузі зайнятості: освіта, охорона здоров'я та соціальна допомога — 21,7 %, роздрібна торгівля — 13,4 %, науковці, спеціалісти, менеджери — 10,4 %, мистецтво, розваги та відпочинок — 9,0 %.